# Olier Mordrel

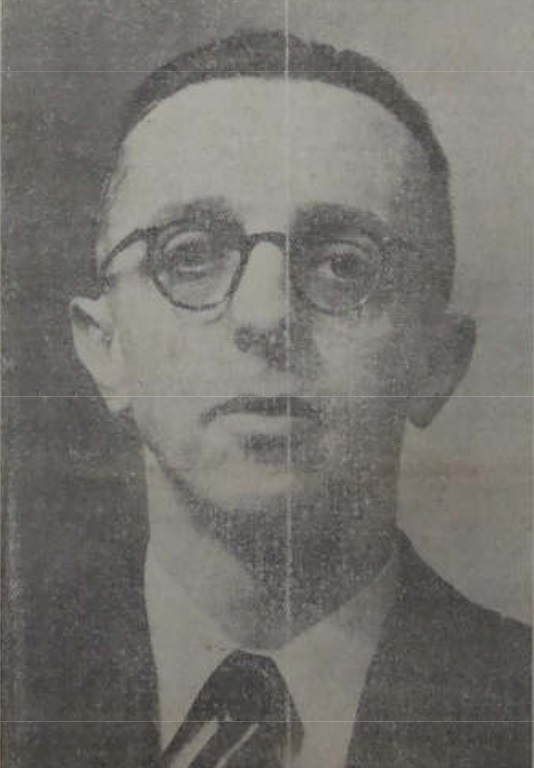
Olier Mordrel in 1938

Bretonse Nazi-vlag

Olier Mordrel (Parijs, 29 april 1901 — Léchiagat, 25 oktober 1985) is de Bretonse versie van Olivier Mordrelle, een Bretonse nationalist en collaborateur met nazi-Duitsland die de Bretonse Nationale Partij oprichtte. Voor de oorlog werkte hij als architect. Zijn architectonisch werk werd beïnvloed door art deco en de internationale stijl van Le Corbusier. Hij was ook essayist, schrijver en vertaler. Mordrel schreef bepaalde werken onder zijn pseudoniem Jean de La Bénelais, J. La B, Er Gédour, A. Calvez, Otto Mohr, Brython en Olivier Launay.

## Jeugdjaren
Mordrel was de zoon van een Corsicaanse vrouw die getrouwd was met generaal Joseph Mordrelle en bracht het grootste deel van zijn kindertijd door in Parijs. Opmerkelijk genoeg leerde Mordrel in Parijs Bretons. Na zijn studie aan de École des Beaux-Arts werd Mordrel architect in Quimper voor meer dan tien jaar.
Hij werd in 1919 lid van de Breiz Atao en in 1922 werd hij president van de Unvaniez Yaouankiz Vreiz (“Jeugdunie van Bretagne”). Samen met Roparz Hemon richtte Mordrel het literaire magazine Gwalarn (1925) op, en maakte deel uit van de Bretonse delegatie Eerste Pan-Keltische Congres in Dublin (samen met François Jaffrennou, Morvan Marchal en Yves Le Drézen).
Eerst werd Mordrel co-president van de Parti Autonomiste Breton (PAB) en werd later hun secretaris voor propaganda. In 1925 begon Mordrel om zijn politieke en zijn esthetische idealen te combineren, paste art deco aan de Bretonse thema’s aan en paste zich aan aan de Bretonse kunststroming Seiz Breur.
In 1932 richtte Mordrel de Bretonse Nationale Partij (PNB) op, een nationalistische en separatistische beweging die in oktober 1939 vanwege zijn banden met nazi-Duitsland door premier Édouard Daladier verboden werd. In een artikel waaraan hij had bijgedragen in de Breiz Atao van 11 december 1932 begon Mordrel met een antisemitische aanval, die was gericht op het toevoegen van nationaalsocialistische retoriek aan zijn rede tegen het Franse centralisme: "Jacobin rime avec Youppin". In hetzelfde jaar stelde hij de Strollad Ar Gelted Adsavet (SAGA, Programma van de herrijzende Kelten) en zijn nazi-platform – die de Bretons bij het Nordische meesterras plaatste.
Mordrel zette de Stur op, een tijdschrift dat de swastika in zijn titel voerde en de in 1936 opgerichte Peuples et Frontières (oorspronkelijk Bulletin des minorités nationales de France), die als stem diende voor separatistische minderheden in geheel Europa. Een gewezen medewerker was Hermann Bickler uit de Elzas, die later Gestapo-commandant werd. Op 14 december 1938 werden Mordrel en François Debeauvais tot een jaar gevangenisstraf veroordeeld wegens het "aanvallen van de eenheid van de natie".

## Architectuur
Gedurende deze periode werkte Mordrel als architect. Hij creëerde een aantal gebouwen in Quimper die de meest geavanceerde voorbeelden van moderne architectuur in de stad zijn. De belangrijkste daarvan is het in 1933 gebouwde Ty-Kodak-gebouw in het nieuwe stadsgebied van cité Kerguelen.

## Bretonische Regierung
Vlak voor de Tweede Wereldoorlog in 1939 uitbrak vertrokken Mordrel, Debeauvais en hun families via België en Nederland naar Berlijn. In Amsterdam brachten de twee leiders een manifest uit waarin ze de Bretons opriepen om Franse troepen niet te steunen. In een Lizer Brezel ( “Oorlogsbrief”) schreven ze in januari 1940 aan PNB-leden dat "een echte Breton niet het recht had om te sterven voor Frankrijk" en "onze eeuwige vijanden en onze huidige zijn de Fransen, het zijn zij die nog steeds schade aan Bretagne veroorzaken”.
Een militair tribunaal in Rennes veroordeelde Debeauvais en Mordrel bij verstek ter dood voor separatistische activiteiten, actieve handhaving van een verboden groep en aanzetten tot desertie of verraad. Begin mei 1940 gunden de Duitsers Mordrel het leiderschap van een zelf-aangewezen regering in ballingschap, de Bretonische Regierung; niettemin werd de twee Bretons niet de status van “leiders van Bretagne” verleend en in de Duitse paspoorten die ze bij zich droegen stond 'stateloos' (Statenlos). Ze mochten reizen alleen vanwege hun banden met invloedrijke Duitse legerofficieren. Bij de Duitse bezetting van Frankrijk keerden de activisten op 1 juli terug naar Bretagne, richtten de PNB opnieuw op en Mordrel startte met het weer uitgeven van de L'Heure Bretonne (bewerkt door Morvan Lebesque).

## Bezetting
Na een zelfgehouden congres in Pontivy richtten ze een Bretonse Nationale Comité (Comité national breton) op en eind oktober 1940 nam Mordrel het leiderschap van de PNB op zich en leidde vervolgens een campagne tegen Vichy-Frankrijk wat stilzwijgend door de Duitsers werd aangemoedigd. Zijn vriendschap met Célestin Lainé werd gespannen nadat de paramilitaire Lu Brezhon van Laine de strijd aanging met het Nationaal Comité. Mordrels acties tegen Vichy hadden niet het beoogde effect en het beroep op de PNB was minimaal, op hetzelfde moment begon Duitsland met de opbouw van een vertrouwensrelatie met de leider van Vichy, Philippe Petain, en op het einde ondersteunden ze in december 1940 Mordrels afzetting uit het Comité. Mordrel was teleurgesteld met zijn positie binnen de PNB. Hij nam ontslag uit zijn functies bij de PNB en haar krant en werd door Raymond Delaporte vervangen.
Mordrel werd gedwongen zich in Duitsland te vestigen; eerst in Stuttgart, dan van januari 1941 af in Berlijn. Leo Weisgerber bood Mordrel de functie van professor in de Keltische talen aan de Universiteit van Bonn aan en regisseerde in mei 1941 zijn terugkeer naar Parijs. Het werd hem toegestaan om zich in Mayenne te vestigen waar hij vaak werd bezocht en geraadpleegd door zijn Bretonse vrienden – zoals Jean Merrien, Rafig Tullou, Jean Trécan en René-Yves Creston. In geheel 1943 hield Mordrel contact met zijn collega-schrijver en ook collaborateur Louis-Ferdinand Céline. In september 1943 werd het Mordrel toegestaan terug te keren naar Rennes, waar door zowel de leiders van de PNB als Vichy-agenten bij de Duitsers er op aangedrongen werd Mordrel te verwijderen, maar werd door de Duitsers als alternatief gehouden. Na 1942 werd Mordrel weer toegestaan om de Stur uit te geven.

## 1945, ballingschap en terugkeer
Na de geallieerde invasie in Normandië werd op 13 augustus 1944 Bretagne veroverd en Mordrel moest naar Duitsland te vluchten. In februari 1945 begon de PNB te praten met de Franse fascistische leider Jacques Doriot en zijn Parti Populaire Français en Mordrel deed zich voor als de afgevaardigde van de Bretons (met steun van Roparz Hemon). De twee kanten kwamen overeen een programma van Bretonse onafhankelijkheid binnen een soort “Zwitserse” federatie te vormen. Na kort actief te zijn geweest in de overkoepelende groep van Doriot vluchtte hij uit Duitsland naar Brazilië, later naar Argentinië en ten slotte naar het Spanje van generaal Franco. In juni 1946 werd Mordrel opnieuw bij verstek ter dood veroordeeld, maar bleef materiaal bijdragen aan het tijdschrift Ar Vro onder de naam Brython.
In 1972 keerde Mordrel incognito terug naar Frankrijk en ging verder met schrijven voor La Bretagne Réelle onder de naam Otto Mohr (een naam die hij in 1940 ook al gebruikte). Hij publiceerde ook diverse boeken – inclusief de geschiedenis van de Waffen-SS (Waffen SS d'Occident). In de jaren tachtig was Mordrel samen met Yann Ber Tillenon en Georges Pinault een van de oprichters van de Kelc'h Maksen Wledig (“Keizer Maxentius Cirkel”). Later was hij een activist in de Groupement de recherche et d'études pour la civilisation européenne (GRECE), een nieuwrechtse denktank die geleid werd door Alain de Benoist. Niettemin steunde Mordrel in 1981 de socialistische president François Mitterrand bij de verkiezingen.

## Werken
- Pensée d'un nationaliste Breton, (Breiz Atao 1921-1927), Les Nouvelles Éditions Bretonnes, 1933
- La Galerie bretonne
- Vertaling van Chants de l'amour et de la mort du cornette door Rainer Maria Rilke - Kanenn hini Langenau, Kenwerzel Breiz, Rennes
- Breiz Atao, histoire et actualité du nationalisme Breton, Alain Moreau, 1973.
- La voie Bretonne, Nature et Bretagne, Quimper, 1975.
- L'essence de la Bretagne, essay, Guipavas, Éditions Kelenn, 1977
- Les hommes-dieux. Récits de mythologie celtique, Paris, Copernic, 1979
- L'Idée Bretonne, Éditions Albatros, 1981
- Le mythe de l'hexagone, Picollec, 1981.
- La Bretagne, Nathan, 1983.

- Bibliothèque nationale de France: cb11916748f (data)
- Gemeinsame Normdatei: 1053041233
- International Standard Name Identifier: 0000 0000 8176 7879
- Library of Congress Control Number: n81118583
- Nationale Bibliotheek van Tsjechië: xx0320158
- Nederlandse Thesaurus van Auteursnamen: 069487839
- Système universitaire de documentation: 02703724X
- Trove: 925612
- Virtual International Authority File: 110732954
- WorldCat: E39PBJmdrXmfPGRTgHqD4DHjYP